# Nederlandse Oeuvreprijs Cabaret en Kleinkunst
De Nederlandse Oeuvreprijs Cabaret en Kleinkunst is een Nederlandse kunstprijs die sinds 2013 jaarlijks wordt uitgereikt door de Stichting Behoud Schiller Theater “Place Royale”. Deze stichting is verbonden aan het Schiller Theater Place Royale in Utrecht.
De oeuvreprijzen worden toegekend als blijk van waardering voor het gehele oeuvre van een cabaretier of kleinkunstenaar. Een onafhankelijke jury bepaalt wie er voor deze prijs in aanmerking komt. De prijswinnaar krijgt een bronzen leeuw.

## Prijswinnaars
- 2013: Tineke Schouten en Joris Schiks[1]
- 2014: Herman van Veen
- 2015: Lenny Kuhr[2]
- 2016: Meike Veenhoven en Claudia de Breij[3][4]
- 2017: Alex Roeka[5]
- 2018: Margriet Sjoerdsma
- 2019: Marjolijn Touw
- 2020: Roué Verveer
- 2021: Ronald Snijders[6]
- 2022: Hans Dorrestijn